# Басконес-де-Охеда
Басконес-де-Охеда (ісп. Báscones de Ojeda) — муніципалітет в Іспанії, у складі автономної спільноти Кастилія-і-Леон, у провінції Паленсія. Населення — 173 особи (2010).
Муніципалітет розташований на відстані близько 260 км на північ від Мадрида, 70 км на північ від Паленсії.

## Демографія
Динаміка населення (INE ):

## Галерея зображень

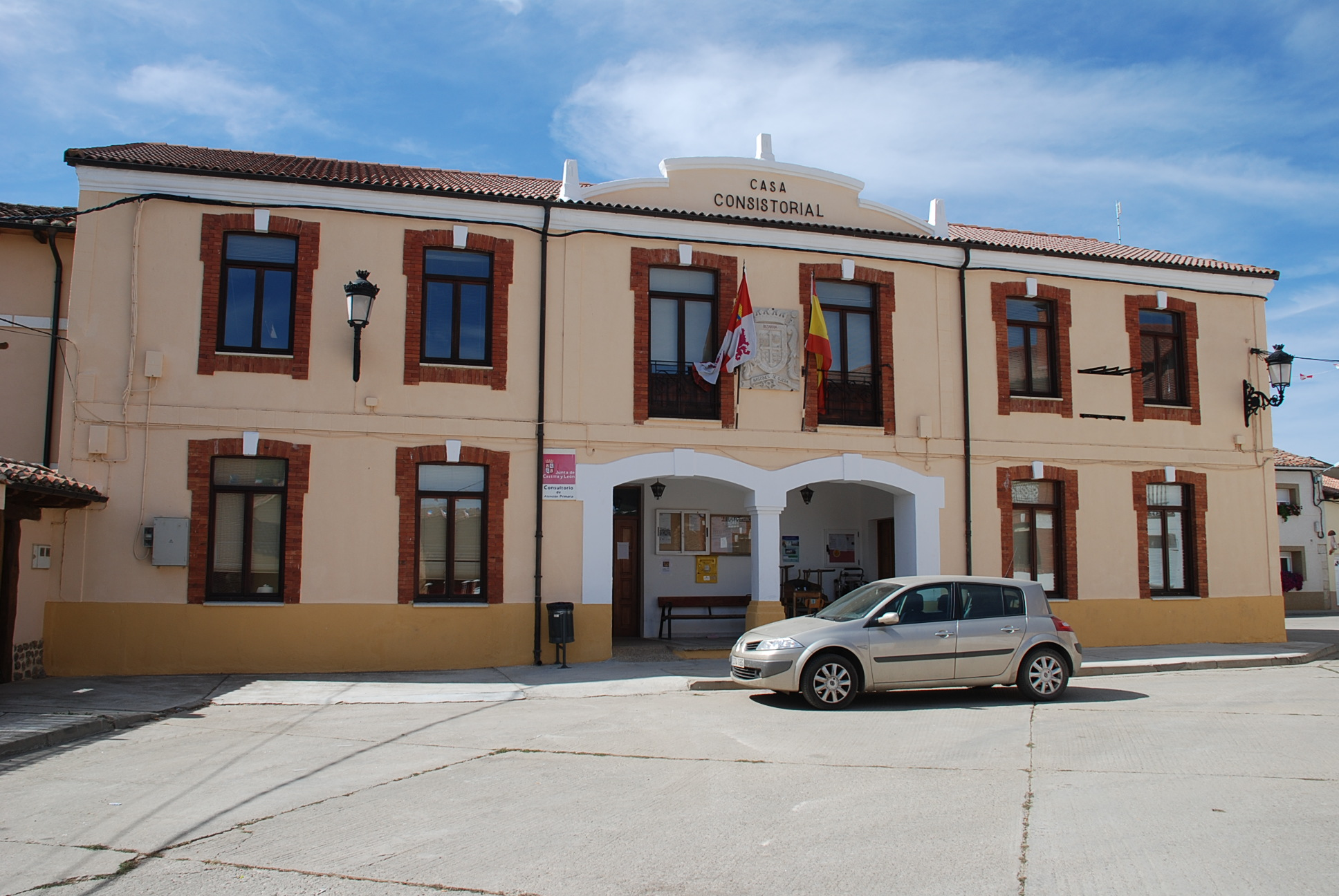
Муніципальна рада